# Monique Aarts
Monique Aarts (29 de mayo de 1972) es una deportista neerlandesa que compitió en judo. Ganó una medalla de bronce en el Campeonato Europeo de Judo de 1990, en la categoría abierta.

## Palmarés internacional
| Campeonato Europeo | Campeonato Europeo | Campeonato Europeo | Campeonato Europeo |
| Año                | Lugar              | Medalla            | Categoría          |
| ------------------ | ------------------ | ------------------ | ------------------ |
| 1990               | Fráncfort (RFA)    | Medalla de bronce  | Abierta            |